# تاريخ روسيا
يبدأ تاريخ روسيا بتاريخ السلاف الشرقيين. التاريخ التقليدي لبدء التاريخ الروسي تحديدًا هو إنشاء دولة روس في الشمال عام 862، والتي حكمها Varangians. أصبحت ستارايا لادوجا ونوفغورود أول مدينتين رئيسيتين في الاتحاد الجديد للمهاجرين من الدول الاسكندنافية مع السلاف والفنلنديين. في عام 882، استولى الأمير أوليغ أمير نوفغورود على كييف، وبذلك وحد الأراضي الشمالية والجنوبية للسلاف الشرقيين تحت سلطة واحدة. تبنت الدولة المسيحية من الإمبراطورية البيزنطية في عام 988، وبدأت في توليف الثقافات البيزنطية والسلافية التي حددت الثقافة الروسية للألفية القادمة. في نهاية المطاف، تفككت كييفان روس كدولة بسبب الغزوات المغولية في 1237-1240 جنبًا إلى جنب مع الوفيات الناتجة عن أعداد كبيرة من السكان.
بعد القرن الثالث عشر، أصبحت موسكو مركزًا سياسيًا وثقافيًا. أصبحت موسكو مركزًا لتوحيد الأراضي الروسية. بحلول نهاية القرن الخامس عشر، وحدت موسكو الإمارات الشمالية الشرقية والشمالية الغربية من روسيا، وفي عام 1480 أطاحت أخيرًا بالنير المغولي. أصبحت أراضي دوقية موسكو الكبرى قيصرية لروسيا في عام 1547. وفي عام 1721، أعاد القيصر بطرس الأكبر تسمية دولته باسم الإمبراطورية الروسية، على أمل ربطها بالإنجازات التاريخية والثقافية لروسيا القديمة - على عكس سياساته موجهة نحو أوروبا الغربية. امتدت الدولة الآن من الحدود الشرقية للكومنولث البولندي الليتواني إلى المحيط الهادئ. أصبحت روسيا قوة عظمى وسيطرت على أوروبا بعد الانتصار على نابليون. كانت ثورات الفلاحين شائعة، وتم قمعها جميعًا بضراوة. ألغى الإمبراطور ألكسندر الثاني القنانة الروسية في عام 1861، لكن أداء الفلاحين كان ضعيفًا وزادت الضغوط الثورية. في العقود التالية، حاولت جهود الإصلاح مثل إصلاحات ستوليبين 1906-1914، ودستور 1906، ودوما الدولة (1906-1917) فتح وتحرير الاقتصاد والنظام السياسي، لكن الإمبراطور رفض التخلي عن الحكم الاستبدادي. وقاوم تقاسم سلطته.
أدى مزيج من الانهيار الاقتصادي، والتعب من الحرب، والاستياء من النظام الاستبدادي للحكومة إلى اندلاع الثورة الروسية في عام 1917. السلطة من قبل البلاشفة الشيوعيين في 25 أكتوبر 1917 (7 نوفمبر أسلوب جديد). في عام 1922، وقعت روسيا السوفيتية، إلى جانب أوكرانيا السوفيتية وبيلاروسيا السوفيتية والاتحاد السوفياتي السوفياتي عبر القوقاز، معاهدة إنشاء اتحاد الجمهوريات الاشتراكية السوفياتية، التي دمجت رسميًا جميع الجمهوريات الأربع لتشكيل الاتحاد السوفيتي كدولة. بين عامي 1922 و 1991، أصبح تاريخ روسيا أساسًا تاريخ الاتحاد السوفيتي، وهو فعليًا دولة قائمة على أساس أيديولوجي ومتوافقة تقريبًا مع الإمبراطورية الروسية قبل معاهدة بريست ليتوفسك عام 1918. منذ سنواتها الأولى، استندت الحكومة في الاتحاد السوفيتي إلى حكم الحزب الواحد للشيوعيين، كما أطلق البلاشفة على أنفسهم، ابتداءً من مارس 1918. ومع ذلك، اختلف نهج بناء الاشتراكية على مدى فترات مختلفة في الاتحاد السوفيتي. التاريخ: من الاقتصاد المختلط وتنوع المجتمع والثقافة في عشرينيات القرن الماضي مروراً بالاقتصاد الموجه والقمع في عهد جوزيف ستالين إلى «عصر الركود» من الستينيات إلى الثمانينيات. خلال هذه الفترة، كان الاتحاد السوفيتي أحد المنتصرين في الحرب العالمية الثانية بعد أن تعافى من غزو مفاجئ هائل في عام 1941 من قبل شريكته المتعاونة في السابق، ألمانيا النازية. أصبحت قوة عظمى تنافس الولايات المتحدة والدول الغربية الأخرى في الحرب الباردة. نجح اتحاد الجمهوريات الاشتراكية السوفياتية في برنامجه الفضائي، حيث أطلق أول قمر صناعي وأول إنسان إلى الفضاء.

## عصور ما قبل التاريخ
يرجع أول استقرار للإنسان على الأراضي الروسية إلى العصر الحجري القديم في الفترة الأولى من العصر البايلوليتي الأدنى. إذ هاجر ممثلو هومو إريكتوس من غرب آسيا إلى شمال القوقاز (موقع كيرميك على شبه جزيرة تامان) منذ مليوني سنة خلت. عُثر على أداة حجرية في جمجمة إلزاموثيريوم كاوكسيكوم الذي عاش قبل نحو 1.2-1.5 مليون عام في موقع بوغاتيري سينيا بالكا (في جمجوجيا)، ثم جاء اكتشاف أدوات الحجر النوعانية القديمة (أدوات الفلينت) التي يعود تاريخها إلى 1.5 مليون عام في منطقة أكوشا بداغستان في شمال القوقاز، ما يدل على وجود الإنسان البدائي في الأراضي الروسية في فترة زمنية مبكرة جدًا.
تعود بقايا الإنسان دينيسوفا إلى ما يقرب من 110,000 عام، وكشف تحليل الحمض النووي لعينة كبيرة من كهف دينيسوفا عن مزيج من نسل أم نياندرتال وأب دينيسوفا، وكانت الفتاة المراهقة التي توفيت قبل حوالي 90,000 عام نتيجة هذا التزاوج. كانت روسيا أيضًا موطنًا لبعض آخر النياندرتالات الباقية، إذ أظهر الهيكل الجزئي لرضيع نياندرتال في كهف ميزمايسكايا في أديجيا ارتباطًا بالعصر الكربوني يبلغ 45,000 عامًا.
اكتشف علماء الآثار الروس من معهد الآثار والإثنولوجيا في نوفوسيبيرسك بمنطقة جبال الألتاي في سيبيريا، قطعة عظمية صغيرة عمرها 40,000 عام من الإصبع الخامس لإنسان يافع عام 2008. كشف تحليل الحمض النووي أنه نوع جديد من الإنسان لم يعرف من قبل، وأطلق عليه اسم إنسان دينيسوفا.
أقدم آثار لوجود الإنسان الحديث (هومو سابينس) على الأراضي الروسية تعود إلى 45,000 عامًا في سيبيريا الوسطى (رجل أوست إيشيم). أُبلغ، في عام 2007، عن اكتشاف بعض الأدلة الأولى على وجود الإنسان الحديث التشريحي في أوروبا، من خلال أعماق موقع كوستنكي الأثري القريب من نهر دون في روسيا، والذي يعود تاريخه إلى ما لا يقل عن 40,000 عامًا، وفي موقع سونجير (بعمر يبلغ 34,600 عامًا). وصل الإنسان إلى أجزاء روسيا الواقعة بالقطب الشمالي (مامونتوفايا كوريا) قبل 40,000 عامًا.
كانت السهول الشاسعة في جنوب روسيا موطنًا لقبائل الرعاة البدوية النازحة خلال العصور القديمة. (كانت السهوب البحرية في العصر الكلاسيكي تعرف باسم «السكيثي».) اكتشفت بقايا هذه الثقافات السهوبية طويلة الأمد خلال القرن العشرين في أماكن مثل إباتوفو، سينتاشتا، أركايم، وبازيرك.

## العصور القديمة
جلب التجار اليونانيون الحضارة الكلاسيكية إلى مراكز التجارة في تانايس وفاناجوريا في الجزء الأخير من القرن الثامن قبل الميلاد. ووصف هيرودوت جيلونوس بأنه قلعة كبيرة محصنة بالتراب والخشب، مسكونة منذ 500 قبل الميلاد من الهيلوني والبوديني. أطلق ملك الإمبراطورية الأخمينية، داريوس الأول، حملة عسكرية حول البحر الأسود إلى سكيثيا، وهي أوكرانيا الحديثة، ووصل في النهاية، عام 513 قبل الميلاد، إلى نهر تانايس (المعروف الآن باسم الدون).
استوطن الإغريق بشكل رئيسي أجزاء من مدينة ميليتوس، ومن شبه جزيرة القرم الحديثة وبحر آزوف خلال القرنين السابع والسادس قبل الميلاد، واندمجوا في المملكة البوسبورية بحلول عام 480 قبل الميلاد، كما اندمجوا في مملكة بونتوس الكبيرة عام 107 قبل الميلاد. ستغزو الجمهورية الرومانية المملكة لاحقًا، وستصبح المملكة البوسبورية دولة تابعة للإمبراطورية الرومانية في نهاية المطاف. هاجر القوط إلى البحر الأسود في القرن الثاني الميلادي، ووجدت مملكة قوطية شبه أسطورية تُدعى «أويوم» في جنوب روسيا خلال القرنين الثالث والرابع، لكن الهون قد استولوا عليها. اجتاحت القبائل النازحة المملكة البوسبورية بقيادة حربية كثيرة بين القرنين الثالث والسادس. اعتادت تلك القبائل التوجه إلى أوروبا، كحالة الهون والآفار التركية.
كانت الأراضي بين نهري كاما وإرتيش موطنًا لسكان يتحدثون اللغة الأورالية الأولية في الألفية الثانية قبل الميلاد، ممن لهم صلات مع المتحدثين الأوليين للغة الهندوأوروبية من الجنوب. يُعد السكان الوودلاند أسلاف سكان ترانس أوراليا الحديثين. يقول الباحثون الآخرون أن شعب الخانتي نشأ في سهوب جنوب الأورال وانتقل شمالًا إلى موقعه الحالي عام 500م تقريبًا.
حكم شعب تركي يُدعى الخزر السهوب في حوض نهر الفولغا السفلي بين بحر الكاسبي والبحر الأسود حتى القرن الثامن. كان الخزر مشهورين بقوانينهم وتسامحهم وروح التعددية الثقافية، وكانوا الرابط التجاري الرئيسي بين البلطيق والإمبراطورية العباسية المسلمة الواقعة في بغداد. كانوا حلفاء مهمين للإمبراطورية الرومانية الشرقية، وشنوا سلسلة من الحروب الناجحة ضد الخلافة العربية. اعتنق الخزر اليهودية في القرن الثامن.

## التاريخ المبكر

### السلاف الأوائل
كان بعض أسلاف الروس المعاصرين من القبائل السلافية، التي يعتقد بعض العلماء أن موطنها الأصلي كان المناطق المشجرة في أهوار بريبيت. استقر السلاف الشرق الأوائل تدريجيًا في غرب روسيا على موجتين: الأولى انتقلت من كييف (أوكرانيا الحالية) نحو سوزدال وموروم الحالية، والأخرى من بولوتسك (بيلاروسيا الحالية) نحو نوفغورود وروستوف.
شكل السلاف الشرقيون، منذ القرن السابع فصاعدًا، الجزء الأكبر من السكان في غرب روسيا واندمجوا ببطء ولكن بشكل سلمي في القبائل الفينية الأصلية، مثل المريا والموروميين والميشيرا.